# مزد خونین
مزد خونین فیلمی به کارگردانی ناصر رفعت و نویسندگی رضا شمشادیان محصول سال ۱۳۴۴ است.

## خلاصه داستان
احمد و صمد به همراه مادر و برادر کوچکشان از روستای خود به شهر می‌روند و در خانهٔ برادر بزرگشان ابراهیم ساکن می‌شوند..

## بازیگران
- جواد قائم‌مقامی
- یوری (بازیگر)
- ابراهیم نادری
- علی آخوندزاده
- محسن آراسته
- پرخیده
- سهیلا
- علی آزاد
- محمد فرزین
- کامی کسروی
- ناصر حدیقی
- اکبر عطار
- سیمین غفاری
- کارمن
- غیاث (بازیگر)
- یدالله محمدی‌نژاد
- فیروز